# Férfi egyéni párbajtőrvívás az 1906. évi nyári olimpiai játékokon
Az Athénban megrendezett 1906. évi nyári olimpiai játékokon a férfi egyéni párbajtőrvívás egyike volt a 8 vívószámnak. 29 induló volt 10 nemzetből.

## Eredmények

### Első kör
| A csoport |                                        |
| 1         | Edgar Seligman · Nagy-Britannia (GBR)  |
| 2         | Félix Vigeveno · Hollandia (NED)       |
| 3         | Tórh Péter · Magyarország (HUN)        |
| 4         | Joánisz Jeorjádisz · Görögország (GRE) |

| B csoport |                                             |
| 1         | Emil Fick · Németország (GER)               |
| 2         | Georges de la Falaise · Franciaország (FRA) |
| 3         | Hendrik van der Grinten · Hollandia (NED)   |
| 4         | Villiam Wilkenschildt · Hollandia (NED)     |
| 5         | Konstantinos Tamvakos · Görögország (GRE)   |

| C csoport |                                           |
| 1         | Fernand de Montigny · Belgium (BEL)       |
| 2         | Hendrik van Blijenburgh · Hollandia (NED) |
| 3         | Magnus Jensen · Dánia (DEN)               |

| D csoport |                                             |
| 1         | Jetze Doorman · Hollandia (NED)             |
| 2         | James Melvill van Carnbée · Hollandia (NED) |
| 3         | Ernst Königsgarten · Ausztria (AUT)         |

| E csoport |                                                     |
| 1         | Pierre Georges Louis d’Hugues · Franciaország (FRA) |
| 2         | Mészáros Lóránt · Magyarország (HUN)                |
| 3         | Arie de Jong · Hollandia (NED)                      |
| 3         | Hrísztosz Zormbász · Görögország (GRE)              |

| F csoport |                                          |
| 1         | Edmond Crahay · Belgium (BEL)            |
| 2         | Maurits van Löben Sels · Hollandia (NED) |
| 3         | Aristidis Papadakis · Görögország (GRE)  |

| G csoport |                                                 |
| 1         | Georges Dillon-Cavanagh · Franciaország (FRA)   |
| 2         | Jeórjiosz Petrópulosz · Görögország (GRE)       |
| 3         | Emil Schön · Németország (GER)                  |
| 4         | Johannes Osten · Hollandia (NED)                |
| 5         | Willem Hubert van Blijenburgh · Hollandia (NED) |
| 6         | Gabriël Vigeveno · Hollandia (NED)              |
| 7         | Frits Koen · Hollandia (NED)                    |

### Elődöntő
| A csoport |                                             |
| 1         | Félix Vigeveno · Hollandia (NED)            |
| 2         | Georges de la Falaise · Franciaország (FRA) |
| 3         | Hendrik van Blijenburgh · Hollandia (NED)   |
| 4         | Jetze Doorman · Hollandia (NED)             |
| 5         | Edgar Seligman · Nagy-Britannia (GBR)       |
| 6         | Emil Fick · Németország (GER)               |
| 7         | Fernand de Montigny · Belgium (BEL)         |

| B csoport |                                                     |
| 1         | Emil Schön · Németország (GER)                      |
| 2         | Georges Dillon-Cavanagh · Franciaország (FRA)       |
| 3         | Maurits van Löben Sels · Hollandia (NED)            |
| 4         | Jeórjiosz Petrópulosz · Görögország (GRE)           |
| 5         | Mészáros Lóránt · Magyarország (HUN)                |
| 6         | Edmond Crahay · Belgium (BEL)                       |
| 7         | James Melvill van Carnbée · Hollandia (NED)         |
| 8         | Pierre Georges Louis d’Hugues · Franciaország (FRA) |

### Döntő
| Döntő |                                               |
| Arany | Georges de la Falaise · Franciaország (FRA)   |
| Ezüst | Georges Dillon-Cavanagh · Franciaország (FRA) |
| Bronz | Hendrik van Blijenburgh · Hollandia (NED)     |
| 4     | Félix Vigeveno · Hollandia (NED)              |
| 5     | Emil Schön · Németország (GER)                |
| 6     | Maurits van Löben Sels · Hollandia (NED)      |